# Liste der Monuments historiques in Chaumuzy
Die Liste der Monuments historiques in Chaumuzy führt die Monuments historiques in der französischen Gemeinde Chaumuzy auf.

## Liste der Objekte
| Bezeichnung                  | Beschreibung                                        | Standort                        | Kennzeichnung | Schutzstatus    | Datum  | Bild |
| ---------------------------- | --------------------------------------------------- | ------------------------------- | ------------- | --------------- | ------ | ---- |
| Skulptur eines Heiligen      | Stein, 16. Jahrhundert                              | in der Kirche St-Cancien (Lage) | PM51001484    | Classé gelöscht | ? 1959 |      |
| Kruzifix                     | Holz, farbig gefasst, 17. Jahrhundert               | in der Kirche St-Cancien (Lage) | PM51002970    | Classé          | 1980   |      |
| Skulptur Madonna mit Kind    | Stein, 14. Jahrhundert                              | in der Kirche St-Cancien (Lage) | PM51000278    | Classé          | 1908   |      |
| Skulptur Johannes der Täufer | Stein, 16. Jahrhundert                              | in der Kirche St-Cancien (Lage) | PM51000279    | Classé          | 1908   |      |
| Kanzel                       | Holz, erste Hälfte des 20. Jahrhunderts             | in der Kirche St-Cancien (Lage) | PM51002972    | Inscrit         | 1980   |      |
| Gemälde Abendmahl            | Ölfarbe auf Leinwand, 19. Jahrhundert               | in der Kirche St-Cancien (Lage) | PM51000043    | Classé          | 1980   |      |
| Zelebrantenstuhl             | Holz, 18. Jahrhundert                               | in der Kirche St-Cancien (Lage) | PM51000044    | Classé          | 1980   |      |
| Relief                       | Stein, 12. Jahrhundert; von der Fontaine Saint-Remy | in der Kirche St-Cancien (Lage) | PM51000280    | Classé          | 1952   |      |